# روبرت بي. سنكلير
روبرت بي. سنكلير (بالإنجليزية: Robert B. Sinclair)‏ هو مخرج أمريكي، ولد في 24 مايو 1905 في توليدو في الولايات المتحدة، وتوفي في 4 يناير 1970 في مونتيسيتو في الولايات المتحدة.

## وصلات خارجية
- روبرت بي. سنكلير على موقع IMDb (الإنجليزية)
- روبرت بي. سنكلير على موقع ألو سيني (الفرنسية)
- روبرت بي. سنكلير على موقع قاعدة بيانات برودواي على الإنترنت (الإنجليزية)
- روبرت بي. سنكلير على موقع قاعدة بيانات برودواي على الإنترنت (الإنجليزية)
- روبرت بي. سنكلير على موقع قاعدة بيانات الأفلام السويدية (السويدية)
- روبرت بي. سنكلير على موقع قاعدة بيانات الفيلم (الإنجليزية)
- روبرت بي. سنكلير على موقع كينوبويسك (الروسية)